# Kabinet-Mayer
Het Kabinet Mayer was een Frans kabinet van 8 januari 1953 tot 28 juni 1953. De premier was René Mayer.

## Kabinet-Mayer (8 januari-28 juni1953)
- René Mayer (PRS) - Président du Conseil (premier)
- Henri Queuille (PRS) - Vice-Président du Conseil (vicepremier)
- Georges Bidault (MRP) - Minister van Buitenlandse Zaken
- René Pleven (UDSR) - Minister van Defensie en de Strijdkrachten
- Charles Brune (PRS) - Minister van Binnenlandse Zaken
- Maurice Bourgès-Maunoury (PRS) - Minister van Financiën
- Robert Buron (MRP) - Minister van Economische Zaken
- Jean Moreau (CNIP) - Minister van Begrotingszaken
- Jean-Marie Louvel (MRP) - Minister van Industrie en Energie
- Paul Bacon (MRP) - Minister van Arbeid en Sociale Zekerheid
- Léon Martinaud-Deplat (PRS) - Minister van Justitie en Grootzegelbewaarder
- André Marie (PRS) - Minister van Onderwijs
- Henri Bergasse (CNIP) - Minister van Veteranen en Oorlogsslachtoffers
- Camille Laurens (CNIP) - Minister van Landbouw
- Louis Jacquinot (CNIP) - Minister van Franse Overzeese Gebiedsdelen
- André Morice (PRS) - Minister van Openbare Werken, Transport en Toerisme
- André Boutemy (CNIP) - Minister van Volksgezondheid en Bevolking
- Pierre Courant (CNIP) - Minister of Reconstruction and Town Planning
- Roger Duchet (CNIP) - Minister van Posterijen, Telegrafie en Telefonie
- Paul Ribeyre (CNIP) - Minister van Handel
- Jean Letourneau (MRP) - Minister voor Relaties met Bevriende Staten
- Édouard Bonnefous (UDSR) - Minister van Staat
- Paul Coste-Floret (MRP) - Minister van Staat

Wijzigingen
- 9 februari 1953 - Paul Ribeyre (CNIP) volgt Boutemy op als minister van Volksgezondheid.
- 11 februari 1953 - Guy Petit (CNIP) volgt Ribeyre op als Minister van Handel.